# 하야토역 (후쿠시마현)
하야토역(일본어: 早戸駅)은 일본 후쿠시마현 오누마군 미시마정에 위치한 동일본 여객철도 다다미선의 철도역이다. 단선 승강장 1면 1선의 승강장을 갖춘 지상역이다.

## 이용 현황
| 승차 인원 추이 | 승차 인원 추이 |
| 연도           | 1일 평균       |
| -------------- | -------------- |
| 2000           | 3              |
| 2001           | 5              |
| 2002           | 5              |
| 2003           | 5              |
| 2004           | 5              |

## 역 주변
- 국도 제252호선
- 다다미 강
- 누마자와 호

## 역사
- 1956년 9월 20일 : 일반역으로서 개업.
- 1959년 11월 1일 : 화물, 하급 취물 폐지.
- 1987년 4월 1일 : 일본국유철도 분할 민영화에 의해, 동일본 여객철도가 승계.
- 2011년
  - 7월 30일 : 니가타 · 후쿠시마 폭우에 의해 영업 중지.
  - 8월 26일 : 아이즈미야시타 - 하야토 - 아이즈오시오 간 버스 대체운행 개시.
  - 12월 3일 : 아이즈미야시타 - 하야토 - 아이즈카와구치 간 운행 재개.

## 인접 역
| 동일본 여객철도 다다미선           | 동일본 여객철도 다다미선 | 동일본 여객철도 다다미선   |
| ---------------------------------- | ------------------------ | -------------------------- |
| 아이즈미야시타 아이즈와카마쓰 방면 | ■ 다다미선               | 아이즈미즈누마 고이데 방면 |